# 디펜히드라민
디펜히드라민(라틴어: diphenhydramine, ˌdaɪfɛnˈhaɪdrəmiːn; DPH 또는 DHM)은 알레르기의 치료제로써 주로 사용되는 1세대 항히스타민제이다. 전직 신시네티 대학 교수인 조지 라이베스클이 1943년에 발견하여 1946년 FDA에서 통과되었다.
상품명 베나드릴은 미국의 존슨 앤 존슨이 시판한 것이다.